# يون ديوك يو
يون ديوك يو (25 مارس 1961 كوريا الجنوبية - ) هو لاعب كرة قدم كوري جنوبي، شارك في كأس العالم 1990.

## روابط خارجية
- يون ديوك يو على موقع الاتحاد الدولي (مؤرشف)  (الإنجليزية)
- يون ديوك يو على موقع الاتحاد الأوربي (الإنجليزية)
- يون ديوك يو على موقع دوري كوريا الجنوبية (الإنجليزية)
- يون ديوك يو على موقع ناشيونال فوتبول تيمز (الإنجليزية)